# Grmija

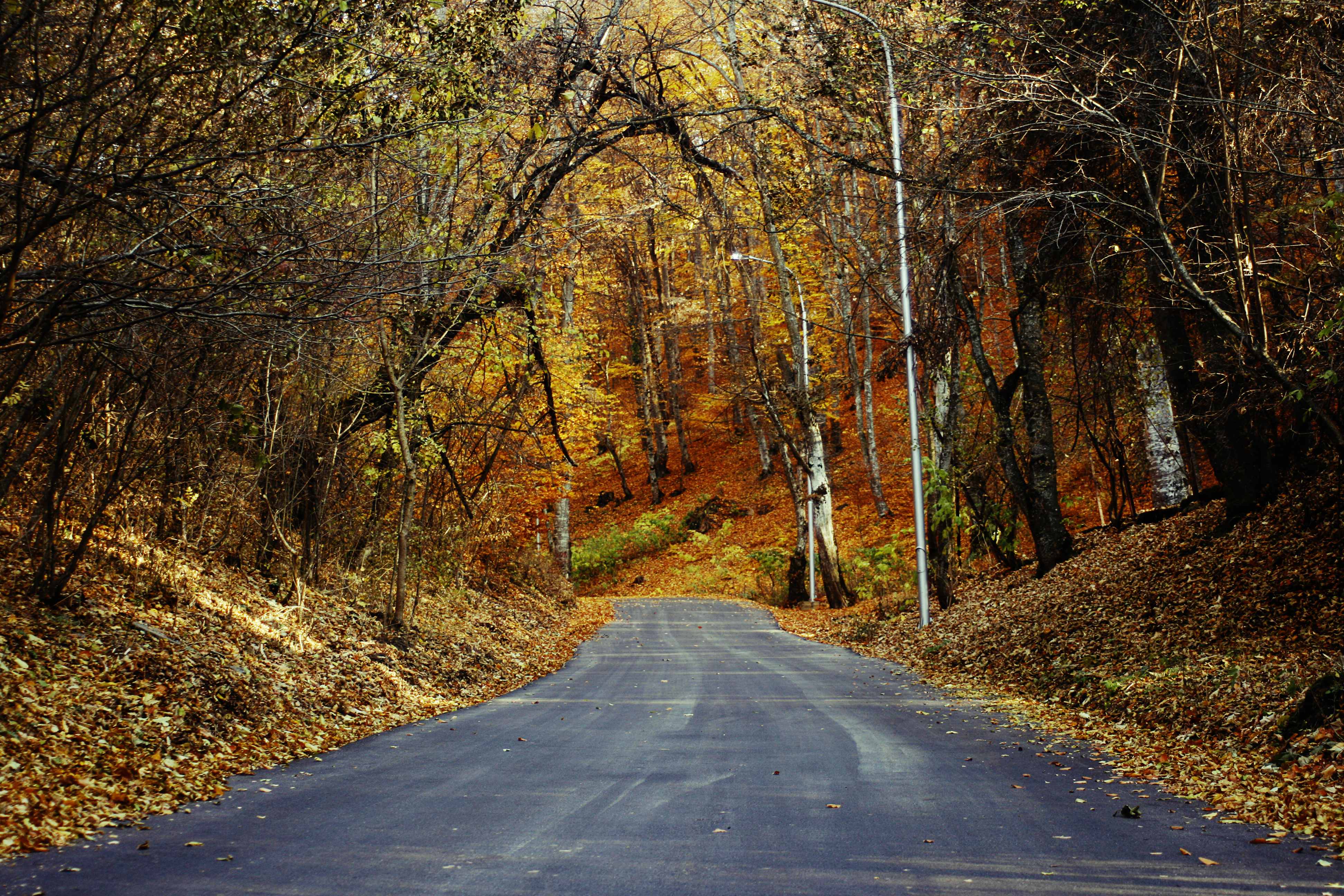
Lokalita Grmija na podzim.

Grmija (albánsky Gërmia) je menší zalesněné pohoří, které se nachází v Kosovu, východně od jeho hlavního města, Prištiny. Metropole přímo k pohoří přiléhá. Rozloha pohoří je 62 km2. Vrcholy pohoří dosahují výšky mezi 700 až 1100 m n. m. Nejvyšší z nich je Bogutovački Breg.
Lokalita představuje oblíbené výletiště pro místní, rovněž i rozsáhlý lesopark. Pramení zde potok Prištevka, který protéká Prištinou. Nachází se zde také koupaliště a letní kino. Konají se tu také koncerty. Z nejvyššího vrcholu Grmije je vidět pohoří Šar Planina.
Část pohoří, která má rozlohu 1126 ha, je od roku 1987 chráněna jako přírodní park. Ze severu jej ohraničuje údolí řeky Prištevky a z jihu Badovacké jezero (albánsky Liqeni e Badocit). 